# الملكة (تعز)
الملكة هي إحدى قرى الجمهورية اليمنية. تتبع جغرافيا لمحافظة تعز وإداريًا لمديرية المعافر. يبلغ تعداد سكانها 1100 نسمة حسب الإحصاء الذي أجري عام 2004.